# Marit Røsberg Jacobsen
Marit Røsberg Jacobsen, née le 25 février 1994 à Bergen, est une handballeuse internationale norvégienne qui évolue au poste d'ailière droite.

## Biographie
Avec les équipes de jeunes de la Norvège, elle décroche la médaille de bronze au championnat d'Europe jeunes 2011, de même qu'au championnat du monde jeunes 2012.
En 2019, elle remporte le championnat du Danemark avec Team Esbjerg et elle est élue meilleure ailière droite de la compétition.

## Palmarès

### En club
compétitions internationales
- finaliste de la coupe de l'EHF (C3) en 2019 (avec Team Esbjerg)

compétitions nationales
- championne du Danemark en 2019 (avec Team Esbjerg)

### En sélection
Jeux olympiques
- médaille de bronze aux Jeux olympiques de 2020 à Tokyo,  Japon

Championnats d'Europe
- vainqueur du championnat d'Europe 2020

championnat du monde
- finaliste du championnat du monde 2017
- vainqueur du championnat du monde 2021[3]

Autres
- 4e place au championnat d'Europe des moins de 19 ans en 2013[4]
- troisième du championnat du monde jeunes en 2012
- troisième du championnat d'Europe jeunes en 2011

### Distinctions individuelles
- élue meilleure ailière droite du championnat de Norvège en 2016[5]
- élue meilleure ailière droite du championnat du Danemark en 2019[2]